# 岡藤次郎
岡 藤次郎（おか とうじろう、1908年7月9日 - 1996年9月22日）は、日本の経営者。三菱油化（現・三菱ケミカル）社長を務めた。三重県出身。

## 経歴・人物
1933年に大阪帝国大学工学部応用化学科を卒業し、同年に大阪市立工業研究所に入所。翌年に三菱化成に移り、1956年に三菱油化に移った。翌年に取締役に就任し、1969年に社長に昇格した。1972年から相談役を務めた。
1996年9月22日心筋梗塞のために死亡。88歳没。